# Kurt Annecke
Kurt Karl Julius Annecke (* 4. September 1902 in Quedlinburg; † 10. April 1961 in Mainz) war ein deutscher Apotheker. Er war als zuständiger Fachreferent für Pharmazie beim Reichsministerium des Innern ranghöchster Apotheker innerhalb der Verwaltungsbürokratie des Dritten Reiches. Anfang der 1950er Jahre setzte Annecke seine Karriere nahtlos fort als zuständiger Ministerialbeamter für Pharmazie am Landesministerium des Innern in Rheinland-Pfalz. 1957 war er als verantwortlicher Ministerialbeamter wesentlich an der Neugründung des Deutschen Apothekenmuseums in Heidelberg beteiligt.

## Leben
Kurt Annecke war der Sohn eines Fabrikanten. Er beendete sein Pharmaziestudium an der TU Braunschweig im April 1930 mit der Bestallung zum Apotheker und schloss ein Chemiestudium an, dass er im Jahre 1933 mit der Promotion zum Dr.-Ing. abschloss, sowie gleichzeitig mit dem Staatsexamen als Lebensmittelchemiker. Annecke war am Pharmazeutischen Institut der TU als Hochschulassistent tätig, bis er im November 1935 eine Tätigkeit als wissenschaftlicher Angestellter beim Reichsgesundheitsamt antrat. Nach der Verbeamtung im Folgejahr stieg er bis zum Mitglied des Reichsgesundheitsamtes auf, bevor er 1939 als pharmazeutischer Fachreferent ans Reichsministerium des Innern wechselte, wo er zuletzt ab 1943 zum Ministerialrat ernannt wurde und in der Abteilung IV (Volksgesundheit) zuständiger Referent für Pharmazie und Arzneimittelbeschaffung war.
Annecke trat zum 1. November 1931 der NSDAP bei (Mitgliedsnummer 722.897) und war "Sachbearbeiter für Apothekenfragen" beim NSDÄB Süd Hannover/Braunschweig.
Nach dem Ende des Zweiten Weltkrieges war Annecke zunächst für die Firma Buchler in Braunschweig tätig, anschließend als wissenschaftlicher Mitarbeiter bei der Apothekerkammer Niedersachsen. Nach abgeschlossener Entnazifizierung trat er 1951 wieder in den Staatsdienst ein und wurde Referent für das Arzneimittelwesen in der Gesundheitsabteilung des Innenministeriums von Rheinland-Pfalz in Mainz, wo er nach erneuter Verbeamtung bis 1961 zum Regierungsdirektor aufstieg.

## Ehrenämter und wissenschaftliche Tätigkeit
In den 1950er Jahren war Annecke Lehrbeauftragter für pharmazeutische Gesetzeskunde an der Universität Mainz. Daneben war er ehrenamtlich im Verwaltungsrat der Stiftung Deutsches Apothekenmuseum tätig, dessen Wiedererrichtung in Heidelberg 1957 er wesentlich mitbetrieben hat. Außerdem war er Leiter der Gruppe Rheinland-Pfalz der Internationalen Gesellschaft für die Geschichte der Pharmazie.

## Schriften (Auswahl)
- Beiträge zur Konstitutionsaufklärung der Aetherfällung aus weichem Manila-Kopal, Dissertation, Braunschweig 1933.
- Die Pestordnungen des 16. – 18. Jahrhunderts und ihr geschichtlicher Einfluß, Nemayer, München 1938.
- Der Süßstoff im Arzneimittelverkehr, H. Weiss-Verlag, Berlin 1939.
- Änderungen in der pharmazeutischen Ausbildung, E. F. Keller, Stollberg 1939.
- Der deutsche Apotheker Kulturträger der neuen Zeit, E. F. Keller, Berlin 1940.
- Die Beschäftigung von nicht pharmazeutisch vorgebildeten Personen (Helferinnen) in den Apotheken. Zu dem Runderlaß des Reichsministeriums des Jnnern vom 15. April 1940, E. F. Keller, Stollberg 1940.